# هریس سیلاجیچ
هریس سیلاجیچ (Cyrillic: Харис Силајџић؛ زادهٔ ۱ اکتبر ۱۹۴۵) یک سیاست‌مدار اهل بوسنی و هرزگوین است.وی از اکتبر ۱۹۹۳ تا ژانویه ۱۹۹۶ و دوباره از ژانویه ۱۹۹۷ تا ژوئن ۲۰۰۰ نخست‌وزیر بوسنی و هرزگوین بود.